# Ambasadorowie Prus w Stanach Zjednoczonych
Niemców, a zwłaszcza Prusaków ze Stanami Zjednoczonymi łączyły dawne stosunki kolonialne. W latach 1749–1754 około 37 000 Niemców (zwłaszcza z Niemiec Północnych, w tym Prus) przybyło do Ameryki Północnej, by się tam osiedlić. W stosunkach z młodym krajem prym wiodły Prusy. Latem 1785 roku Fryderyk Wielki podpisał traktat handlowy z USA. Nie miał on wielkiego znaczenia ekonomicznego, lecz wyrwał USA z izolacji.
Friedrich von Greuhm był pierwszym dyplomatycznym reprezentantem pruskim w USA. W latach 1817–1823 był ministrem-rezydentem i konsulem generalnym Królestwa Prus.

## Lista pruskich posłów i ambasadorów w USA
- 1817–1823 Friedrich von Greuhm
- 1825–1830 Ludwig Niederstetter, (Chargé d’affaires)
- 1834–1844 Friedrich Ludwig von Rönne
- 1844–1848 Friedrich von Gerolt
- 1848–1849 Friedrich Ludwig von Rönne
- 1849–1871 Friedrich von Gerolt

## Literatura
- Enno Eimers, Preußen und die USA 1850 bis 1867. Transatlantische Wechselwirkungen (= Quellen und Forschungen zur Brandenburgischen und Preußischen Geschichte; Bd. 28), Berlin: Duncker & Humblot 2004